# Anna Deméntieva
Anna Yúrievna Deméntieva –en ruso, Анна Юрьевна Дементьева– (Samara, 28 de diciembre de 1994) es una deportista rusa que compitió en gimnasia artística.
Ganó dos medallas en el Campeonato Mundial de Gimnasia Artística, oro en 2010 y plata en 2011, y dos medallas de oro en el Campeonato Europeo de Gimnasia Artística de 2011.

## Palmarés internacional
| Campeonato Mundial | Campeonato Mundial      | Campeonato Mundial | Campeonato Mundial   |
| Año                | Lugar                   | Medalla            | Prueba               |
| ------------------ | ----------------------- | ------------------ | -------------------- |
| 2010               | Róterdam (Países Bajos) | Medalla de oro     | Concurso por equipos |
| 2011               | Tokio (Japón)           | Medalla de plata   | Concurso por equipos |
| Campeonato Europeo |                         |                    |                      |
| Año                | Lugar                   | Medalla            | Prueba               |
| 2011               | Berlín (Alemania)       | Medalla de oro     | Barra                |
| 2011               | Berlín (Alemania)       | Medalla de oro     | Concurso individual  |